# Bandundu tartomány
Bandundu tartomány a Kongói Demokratikus Köztársaság tartománya. Nyugaton Kinshasával és Alsó-Kongóval, északon az Egyenlítői tartománnyal, keleten Nyugat-Kasai tartománnyal határos. Tartományi fővárosát szintén Bandundunak (korábban Banningville) hívják. Területe 295 658 km², lakossága 5 201 000 (1998), népsűrűsége 17,59 fő/km².

## Története
Bandundu tartomány 1966-ban alakult meg három posztkoloniális közigazgatási régió, Kwilu, Kwango  és Mai-Ndombe tartományok összeolvadásából. A 2006-ban elfogadott alkotmány értelmében 2015-től a három régió új tartományként működik tovább.

## Fontosabb városok
- Bandundu főváros
- Kikwit

## Nyelvek
A Bandundu tartományban beszélt két legfontosabb kapcsolati nyelv a Kasai-folyótól északra beszélt lingala és a folyótól délre élők által használt kituba (más néven Kikongo ya Leta). Ezek a nyelvek olyan általánosak lettek, hogy sokan már első nyelvként használják. Számos helyi dialektus is megtalálható, mint a  lele és a wongo.

## Felosztás
A 2005-ös alkotmányt népszavazással 2006 februárjában fogadták el. Az alkotmány többszöri halasztás után 2015-ben lépett hatályba. Ennek értelmében a tartomány felosztása:
- Kwango tartomány, fővárosa Kenge
- Kwilu tartomány, fővárosa Kikwit
- Mai-Ndombe tartomány, fővárosa Inongo

## Fontosabb folyók és tavak
- Kasai folyó
- Kwango folyó
- Kwenge folyó
- Kwilu folyó
- Lukenie folyó
- Mai-Ndombe-tó